# مسطح‌سازی شیمیایی-مکانیکی
مسطح‌سازی یا پرداخت مکانیکی شیمیایی (CMP) یا پلاناریزاسیون فرآیندی است که برای صاف کردن سطوح به کمک استفاده از ترکیب مواد شیمیایی و نیروهای مکانیکی به کار می‌رود. می توان آن را به عنوان ترکیبی از اچ‌کردن شیمیایی و پرداخت ساینده تنها، تصور کرد. 

## توضیحات

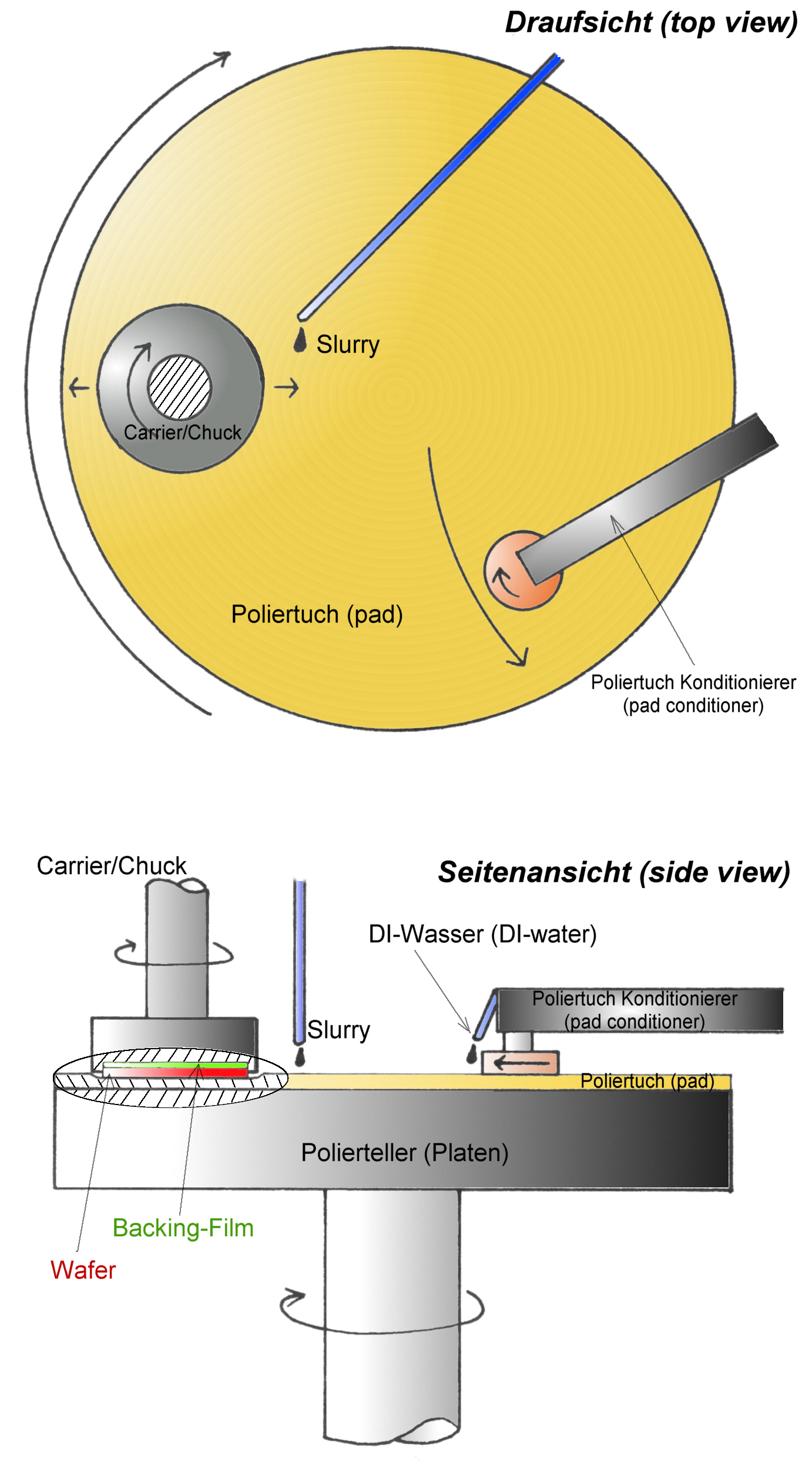
تصویر فوق شمای کلی فرآیند مسطح‌سازی شمیایی-مکانیکی را و اصل عملکرد آن را نشان می‌دهد.

در این فرآیند از یک دوغاب شیمیایی ساینده و خورنده (معمولاً کلوئیدی ) به همراه یک پد صیقل‌دهنده و حلقه نگهدارنده (ریتینینگ رینگ) که به طور معمول قطری بیشتر از ویفر اصلی دارد، استفاده می شود. پد صیقل‌دهنده  و ویفر اصلی به وسیله قسمت سری دستگاه پولیش که به طور پویا (دینامیکی) قابلیت جابجایی دارد، به یکدیگر فشرده شده و  توسط یک حلقه نگهدارنده پلاستیکی در جای خود ثابت نگه داشته می‌شوند. سر پویای پولیش این قابلیت را دارد که در حول محورهای مختلف دوران کند (که این امر بدان معنی است که این قسمت هم‌مرکز نیست). این حرکت ماده را از روی ویفر حذف می‌کند و می‌ساید و باعث می‌شود که هر گونه عارضه سطحی غیرمعمول نیز حذف گردد که این امر ویفر را مسطح یا صفحه‌ای می‌کند. گاهی لازم می‌شود تا جهت تنظیم بهتر ویفر، از چیدمانی از چندین المان چرخشی اضافه، بهره گرفته شود. به عنوان مثال ،در این فرآیند می‌توان کل سطح را در عمق میدان یک طرح‌نگار نوری آورد، یا مواد را به طور انتخابی بر اساس موقعیت آن‌ها حذف کرد. الزامات معمول عمق میدان را تا حد ابعادی آنگستروم پایین می‌آورد که به کمک آخرین تکنولوژی ها در حدود 23 نانومتر می‌باشد.

## اصول کاری

### عمل فیزیکی
ابزارهای معمولی فرآیند CMP (مسطح‌سازی شیمیایی-مکانیکی) ، مانند آنهایی که در تصویر دیده می شوند،شامل صفحه‌ای بسیار صاف و تخت می‌شوند که با یک پد پوشانده شده است. ویفر در حالی که به صورت وارونه در حامل(carrier)/دوک بر روی یک فیلم پشتی نصب شده است، شروع به پولیش خوردن می‌کند. حلقه نگهدارنده (شکل 1) ویفر را در موقعیت افقی صحیح نگه می‌دارد. در طی فرآیند بارگذاری و باربرداری (نیرویی) ویفر بر روی ابزار، به کمک اعمال خلاء (وکیوم کردن) توسط حامل نگه داشته می شود تا از جمع شدن ذرات ناخواسته بر روی سطح ویفر جلوگیری شود. مکانیزم ورود دوغاب، دوغاب را بر روی پد قرار می‌دهد، که این بخش در شکل مقابل نشان داده شده است. سپس، هم صفحه اصلی و هم حامل چرخانده شده و حامل نیز در بارگذاری نوسانی نگه داشته می‌شود. این امر را می توان در نمای بالا که در شکل مشخص شده است، بهتر مشاهده کرد. یک فشار یا نیروی رو به سمت پایین به حامل وارد می شود و آن را به سمت پد هل می‌دهد و به آن فشرده می‌کند. به طور معمول نیروی رو به پایین یک نیروی متوسط است، اما برای مکانیسم‌های حذف، نیاز به اعمال فشار محلی(local pressure) می‌باشد. نیروی رو به پایین به منطقه تحت تماس بستگی دارد که به نوبه خود ،هم به ساختار ویفر و هم به ساختار پد وابسته است. به طور معمول پدها دارای زبری 50 میکرومتر هستند؛ تماس به وسیله ناهمواری‌ها (که به طور معمول نقاط بلند روی سطح ویفر هستند) ایجاد می شود و در نتیجه، ناحیه تماس فقط بخشی از ناحیه سطح ویفر است. در این روش، خواص مکانیکی ویفر باید در نظر گرفته شود. اگر ساختار ویفر دارای کمی انحنا باشد، تمرکز تنش موجب می‌گردد که فشار لبه ها بیشتر از مرکز شود که باعث پرداخت سطحی غیر یکنواخت می‌گردد. جهت جبران انحنا ویفر ، می توان به کمک اعمال نیرو به پشت ویفر، فشاری وارد کرد که اختلاف لبه ها را مساوی کند. لنت های استفاده شده در ابزار CMP باید صلب باشند تا بتوانند سطح ویفر را به صورت یکنواخت پرداخت دهند. همچنین، این لنت های صلب باید همیشه در یک راستا با ویفر قرار بگیرند. بنابراین، پدهای واقعی اغلب پشته‌هایی از مواد نرم و یا سخت هستند که با توپوگرافی ویفر مطابقت دارند. به طور کلی، این لنت ها از مواد پلیمری متخلخل ساخته می‌شوند که اندازه منافذ آن‌ها بین 30-50 میکرومتر می‌باشد و چون در این فرآیند مصرف می شوند، باید مرتباً این مصرف لنت جبران شود. در بیشتر موارد ،این بالشتک ها اختصاصی هستند و معمولاً به جای خواص شیمیایی یا سایر خصوصیات، با نام های تجاری‌شان ذکر می شود.

### فرآیند شیمیایی
فرایند شامل واکنش شیمیایی دوغاب با نیمه‌رساناست و سایش نیز همزمان آن را سرعت می‌دهد. این فرایند همانند مسواک‌زدن است که در آن خمیردندان نقش ماده شیمیایی برای تمیزکاری دندان را دارد و خود مسواک این تمیزکاری را سرعت می‌بخشد.

## استفاده در ساخت نیمه هادی

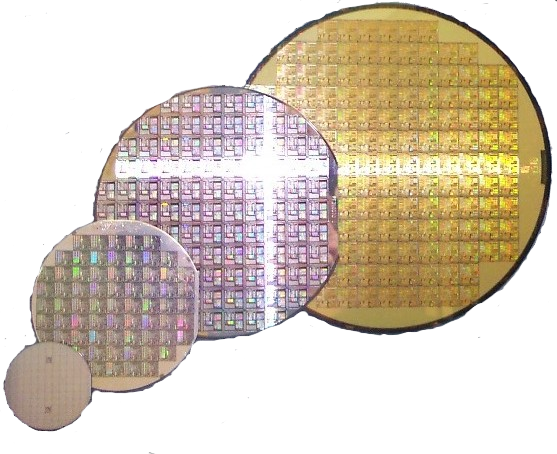
تصویری از ویفرهای سیلیکونی

قبل از حدود سال 1990، این فرآیند چندان توسعه یافته و اصولی نبود و فرآیند "آلوده ای" حساب می‌شد که به همین سبب نمی‌توانست در دسته فرآیندهای ساخت با دقت بالا گنجانده شود، چراکه سایش باعث به وجود آمدن ذرات می‌شود و ساینده ها نیز بدون ناخالصی نیستند. از آن زمان، صنعت مدار مجتمع از هادی‌های آلومینیوم به هادی‌های مسی حرکت کرده‌است. این امر مستلزم به توسعه یک فرآیند الگوی افزودنی است که متکی به توانایی‌های منحصر به فرد پولیش شیمیایی-مکانیکی در حذف مواد به صورت مسطح و یکنواخت و توقف مکرر در مرز تداخل بین لایه های عایق مس و اکسید است. توسعه این فرآیند باعث گسترش استفاده از فرآیند CMP شده است. علاوه بر آلومینیوم و مس، فرآیندهای CMP برای پرداخت تنگستن، دی‌اکسید سیلیکون و اخیراً نانوله‌های کربنی نیز توسعه یافته است. 

## محدودیت ها
در حال حاضر محدودیت‌های زیادی برای فرآیند CMP وجود دارد که در هنگام فرآیند پرداخت آشکار می‌شوند و نیاز به بهینه‌سازی تکنولوژی دارند. به طور خاص، بهبود در مترولوژی ویفر مورد نیاز است. علاوه بر این، این موضوع مشخص شده‌ است که فرآیند CMP دارای نقایص بالقوه متعددی می‌باشد که می‌توان شکستگی(ترک‌ خوردن) ناشی از تنش، چین‌خوردگی در سطوح تداخلی ضعیف و خورندگی ناشی از مواد شیمیایی دوغاب را نام برد.  فرآیند پرداخت اکسیدی، که قدیمی‌ترین و پر استفاده‌ترین فرآیند پرداخت در صنعت امروزی می‌باشد نیز یک مشکل دارد: تعداد کمی از نقاط پایانی نیاز به پرداخت کور دارند، که تعیین اینکه چه زمانی مقدار مورد نظر مواد از سطح حذف شده یا درجه مورد نیاز مسطح‌سازی مناسب چه زمانی حاصل می‌شود، دشوار است. اگر لایه اکسیدی در طی فرآیند به اندازه کافی نازک نشود و/یا درجه همواری مطلوبی حاصل نگردد، در گام بعدی (البته از لحاظ تئوری) ویفر قابلیب پرداخت مجدد را دارا می‌باشد، اما به صورت تجربی این امر در تولید مخاطبی ندارد و تا جای ممکن از آن اجتناب می‌شود. اگر ضخامت اکسید بیش از حد نازک یا بیش از حد غیریکنواخت باشد، باید بر روی ویفر مجددا کار شود، که جذابیت این فرآیند حتی کمتر بوده و احتمال شکست این فرآیند بالا است. بدیهی است که این روش وقت گیر و پرهزینه می‌باشد زیرا تکنسین ها هنگام انجام این فرآیند باید توجه بیشتری نشان دهند.

## کاربرد
ایزولاسیون کم عمق (STI) فرآیندی است که از آن در ساخت وسایل نیمه‌هادی استفاده می‌شود. در واقع روشی است که برای افزایش جداسازی بین مناطق فعال و غیر فعال مورد استفاده قرار می گیرد. علاوه بر این، STI می‌تواند به درجه بالاتری از مسطح‌سازی دست یابد، که استفاده از آن را در برخی کاربردهای فوتولیتوگرافی، با تمرکز بر بودجه و حداقل عرض خط ، ضروری می کند. برای مسطح‌سازی ترانشه‌های کم عمق و سطحی، از یک روش معمول مانند استفاده از یک ترکیب مقاوم در برابر اچ‌شدن (REB) و پولیش شیمیایی-مکانیکی (CMP) استفاده می‌شود. این فرایند در یک توالی و به صورتی که در ادامه شرح داده‌ می‌شود، انجام می‌پذیرد. نخست الگوی ترانشه ایزوله به ویفر سیلیکون انتقال می‌یابد. اکسید به شکل ترانشه‌‌های مد نظر بر روی ویفر رسوب می کند. یک ماسک تصویر، متشکل از نیترید سیلیکون، در بالای این اکسید به صورت الگو قرار می‌گیرد. سپس لایه‌ای جهت ایجاد یک سطح مسطح به ویفر اضافه می شود. پس از آن، سیلیکون به کمک حرارت اکسید می‌شود، سپس اکسید در مناطقی که Si3N4 وجود ندارد،رشد می کند و این رشد بین 0.5 تا 1.0 میکرومتر ضخامت دارد. از آنجا که اکسنده‌هایی نظیر آب یا اکسیژن قادر به نفوذ به ماسک نیستند، نیترید از اکسیداسیون جلوگیری می کند. در مرحله بعد، از فرآیند اچ‌کردن برای اچ کردن ویفر استفاده می‌شود و مقدار کمی اکسید در مناطق فعال آزاد می‌شود. در پایان ، از روش مسطح‌سازی شیمیایی-مکانیکی(CMP) برای پرداخت سطحی SiO2 غنی شده با اکسید در ناحیه فعال استفاده می‌شود.

### کتابها
- پردازش سیلیکون برای دوره VLSI - جلد. IV Technology Deep-submicron Technology Technology - S Wolf ، 2002 ،شابک ‎۹۷۸−۰−۹۶۱۶۷۲۱−۷−۱ ، فصل 8 "پرداخت مکانیکی شیمیایی" ص. 313–432